# جین کوئیک
جین کوئیک (با نام اصلی ریچاردز, ‏۳۱ اوت ۱۸۷۸ − ۲۴ فوریه ۱۹۶۵)، زن بریتانیایی-آمریکایی بود که از غرق شدن کشتی تایتانیک در ۱۵ آوریل ۱۹۱۲ جان سالم به در برد.

## زندگی‌نامه

### اوایل زندگی
جین ریچاردز در ۳۱ اوت ۱۸۷۸ در پلیموث، انگلستان زاده شد. والدینش توماس و مری آن ریچاردز بودند. او دو خواهر ناتنی از ازدواج نخست مادرش به نام‌های بسی و مارتا داشت. جین در سال ۱۹۰۲ با فردریک چارلز کوئیک، گچ‌کار، ازدواج کرد و صاحب دو دختر به نام‌های وینیفرد در ۱۹۰۴ و فیلیس در ۱۹۰۹ شد. در ۱۹۱۰، خانواده کوئیک به دیترویت، میشیگان در ایالات متحده مهاجرت کردند. جین و دو دخترش در ۱۹۱۲ برای دیدار بستگان به انگلستان بازگشتند و قرار بود در آوریل ۱۹۱۲ بازگردند.

### درتایتانیک
جین به همراه وینیفرد هشت‌ساله و فیلیس دوساله در ۱۰ آوریل ۱۹۱۲ در ساوت‌همپتون، انگلستان سوار کشتی تایتانیک شدند و در کلاس دوم سفر می‌کردند. بوی رنگ تازه در کابینشان آن‌چنان شدید بود که جین درِ اتاق را نیمه‌باز گذاشت.
در شب برخورد، یک پیشخدمت به در کابین خانواده کوئیک کوبید و به آن‌ها گفت که حادثه‌ای رخ داده اما جدی نیست. جین با آرامش دخترانش را بیدار کرد، اما در نهایت پیشخدمت دوباره وارد اتاق شد و فریاد زد: «به خاطر خدا بلند شوید! برای لباس پوشیدن وقت نگذارید. فقط جلیقه‌های نجاتتان را بپوشید. آن‌ها با یک کوه یخ برخورد کرده‌اند و کشتی در حال غرق شدن است!» این سه نفر خود را به عرشه قایق رساندند، جایی که وینیفرد به‌طور هیستریک شروع به گریه کرد، زیرا تصور می‌کرد که باید به دریا بپرد. هر دو دختر به قایق نجات شماره ۱۱ منتقل شدند؛ در ابتدا از ورود جین جلوگیری شد، اما او با اعتراض موفق شد وارد شود، زیرا اعلام کرد که از فرزندانش جدا نخواهد شد. زمانی که قایق نجات در آب بود، پاروها مدام به پشت جین برخورد می‌کردند، درحالی‌که او بی‌حرکت نشسته بود. دخترش فیلیس به خواب رفت، و وینیفرد همچنان به دلیل از دست دادن کفش‌هایش گریه می‌کرد، زیرا پاهایش در آب یخ‌زده آویزان بود. او سرانجام پس از دعا آرام شد و به خواب رفت.
هنگامی که کشتی کارپاتیا صبح روز بعد رسید، وینیفرد و فیلیس در کیسه‌های کنفی بالا کشیده شدند، درحالی‌که جین را با صندلی مهار کردند و سوار کشتی کردند. فرد کوئیک هنگام ورود کشتی به نیویورک در ۱۸ آوریل، خانواده‌اش را ملاقات کرد و با خیالی آسوده آن‌ها را در آغوش گرفت، چرا که گمان می‌کرد دیگر هرگز همسر و دخترانش را نخواهد دید. آن‌ها شب را در انجمن پناهگاهی و کمک به مهاجران عبری گذراندند و سپس با قطار به خانه‌شان در دیترویت رفتند و در ۲۰ آوریل به مقصد رسیدند.

### زندگی بعدی و مرگ
جین و همسرش بعدها صاحب دو دختر دیگر به نام‌های ویویان (۱۹۱۶) و ویرجینیا (۱۹۱۸) شدند.
چند سال پس از فاجعه، جین در سراسر ایالات متحده سفر کرد و داستانش را بازگو کرد. او دخترانش را به تور وودویل در میشیگان برد، جایی که آن‌ها مرتباً داستان بقای خود را روایت می‌کردند. اما پس از مدتی، این خاطرات برای او بسیار دردناک شد و از صحبت درباره آن دست کشید.
جین در ۲۴ فوریه ۱۹۶۵ بر اثر حمله قلبی در سن ۸۶ سالگی در گروس پوینت، میشیگان درگذشت. او بیشتر از همسرش و دخترش فیلیس عمر کرد؛ فیلیس در ۱۹۵۴ خودکشی کرده بود.

## وینیفرد در سال‌های بعدی
وینیفرد گاهی مصاحبه‌هایی انجام می‌داد اما بیشتر اوقات زندگی خصوصی خود را حفظ می‌کرد. شهرت او پس از انتشار فیلم تایتانیک اثر جیمز کامرون در ۱۹۹۷ شدت گرفت و نوه‌اش مراقب حریم خصوصی او بود. او در ۴ ژوئیه ۲۰۰۲ در ۹۸ سالگی درگذشت و چهارمین بازمانده‌ای بود که فوت کرد. با مرگ او، لیلیان آسپلوند تنها بازمانده‌ای شد که خاطراتی از غرق شدن کشتی داشت. وینیفرد آخرین بازمانده‌ای بود که در این حادثه یکی از اعضای خانواده‌اش را از دست نداده بود.